# Estil tipogràfic internacional
L'estil tipogràfic internacional, també conegut com a estil suís, és un estil de disseny gràfic desenvolupat a Suïssa i Alemanya en la dècada de 1950. Els seus inicis es remunten al De Stijl, la Bauhaus i les tipografies dels anys 20 i 30 del segle xx. Molts dels treballs inicials d'aquest estil presentaven la tipografia com a element principal del disseny, a part del seu ús com a text.

## Característiques
- Claredat, llegibilitat i objectivitat.
- Ordre
- Asimetria.
- Reducció geomètrica.
- Àrees àmplies amb colors plans.
- Ús d'una malla tipogràfica matemàtica.
- Tipus de lletra de pal sec.
- Marges esquerres anivellats i marges drets irregulars.[1]
- Fotografia en blanc i negre en lloc d'il·lustracions o dibuixos.
- Collage i muntatge fotogràfic
- Simbols universals (icones).

## Principals tipografies de l'estil
1. Univers
2. Neue Hass Grotesk (Helvetica)

## Història

### Antecedents
El moviment es va iniciar a Suïssa, al centre de Zuric i Basilea i també Alemanya i va exercir una gran influencia en el disseny dels anys seixanta i setanta que es realitzaven als Estats Units, fet que va impulsar el moviment per tot el món i que va fer que la paraula internacional acabes definint l'estil.
El gran responsable de les característiques d'aquest moviment va ser Ernst Keller, professor de la Kunstgewerbeschule (Escola de Zuric d'Arts i Oficis) des de l'any 1918 que va ensenyar els principis de la Bauhaus i de la Nova Tipografia de Jan Tschichold. Keller creia que les solucions als problemes de disseny s'havien de trobar mitjançant el contingut.

### Anys 50 del S.XX
Els dissenyadors suïssos Josh Krlos, Théo Ballmer i Max Bill, estudiants de la Bauhaus, varen crear el nexe d'unió entre l'inici del constructivisme en el disseny gràfic i l'Escola Suïssa. Ballmer, alumne de Keller va introduir la idea de l'ús de la malla tipogràfica per organitzar la pàgina, mentre que Bill va contribuir a la tipografia Architype Bayer (Herbert Bayer), al disseny asimètric, els contrastos harmònics i a les relacions de complementarietat en un tot ordenat.
L'Escola Suïssa va ser acceptada a escala nacional, gràcies en part al patrocini publicitari governamental, derivat principalment de campanyes turístiques que va començar a principis de segle.
Aquest entusiasme per al nou disseny gràfic va alimentar l'economia en expansió de la postguerra. Basilea, per exemple, va ser el centre de la important indústria química suïssa. Va ser a través d'aquestes indústries que l'escola suïssa va ser llençada internacionalment als 50. Durant aquesta dècada va sorgir dues de les fonts mes simboliques de l'estil suis, la tipografia Univers dissenyada per Adrian Frutiger i la Neue Hass Grotesk coneguda popularment com a Helvetica i reviscuda per Max Miedinger com la successora de l'Akzidenz Grotesk de l'editor H. Berthold AG. Durant els anys 60 l'Helvetica va ser una de les tipografies més utilitzades a Europa.
L'estil tipogràfic internacional va experimentar una major difusió després de l'aparició el 1959 de la revista "New Graphic Design". Els seus editors van ser Richard P. Lohse, Josef Müller-Brockmann, Hans Neuberg i Carlo L. Vivarelli. Quatre dissenyadors que van tenir un paper important en l'evolució de l'estil. Aquesta revista va cristal·litzar la filosofia i la pràctica de l'escola suïssa.
El nou estil va encaixar perfectament al mercat, cada vegada més global. Les barreres lingüístiques presents a Suïssa (amb tres idiomes oficials en un país geogràficament petit) feien necessària una forta claredat en paraula i símbol. Amb la globalització aquest problema comunicatiu es va fer cada cop més evident arreu del món. Les corporacions multinacionals van necessitar ser conegudes a escala internacional, i esdeveniments globals tals com les Olimpíades requerien solucions universals que aquest estil tipogràfic podia proporcionar.

### Anys 60 del S.XX fins a l'actualitat
Als anys 60 alguns dissenyadors suïssos, com Siegfried Odermatt, Rosemarie Tissi i Wolfgang Weingart, van començar a trencar l'austeritat general de l'estil, amb la introducció d'un major dinamisme en la composició.
En altres llocs l'estil va experimentar una major investigació i desenvolupament fins als anys 1980, per exemple, en l'obra de Wim Crouwel a Amsterdam i April Greiman a Los Angeles.
D'aquesta manera es va convertir en un dels estils gràfics predominants del disseny al món i continua exercint la seva influència en l'actualitat.